# Barranc de la Serra
El Barranc de la Serra és un torrent del Solsonès afluent per l'esquerra de la Riera de Sanaüja. Neix al vessant nord del Serrat Menor, a menys de 500 metres de l'ermita de Sant Quirze. De direcció predominant cap a les 10 del rellotge, passa pel sud de la masia de Cal Xima després de rebre per la dreta les aigües del seu únic afluent. Tot el seu curs transcorre pel terme municipal de Llobera.

## Xarxa hidrogràfica
El seu únic afluent té una longitud de 655 metres. En conseqüència, la seva xarxa hidrogràfica consta de dos cursos fluvials que sumen una longitud total de 2.425 m. que també transcorren íntegrament pel terme de Llobera.